# Анселм Франц фон Турн и Таксис
Анселм Франц фон Турн и Таксис (на немски: Anselm Franz von Thurn und Taxis; * 30 януари 1681 в Брюксел, Испанска Нидерландия; † 8 ноември 1739 в Брюксел, Австрийска Нидерландия) е вторият княз на Турн и Таксис (1714 – 1739) и като генерален наследствен пощенски майстер на имперската поща, Нидерландия и Бургундия и шеф на имперската поща на Свещената Римска империя (1714 – 1739).
Той е най-възрастният син на граф/княз Евгений Александер фон Турн и Таксис (1652 – 1714) и първата му съпруга принцеса Анна Аделхайд фон Фюрстенберг-Хайлигенберг (1659 – 1701), дъщеря на покняжения ландграф Херман Егон фон Фюрстенберг (1627 – 1674) и графиня Франциска фон Фюрстенберг-Щюлинген (1638 – 1680). През 1695 г. баща му е издигнат на княз и през 1703 г. се жени втори път за графиня Анна Августа фон Хоенлое-Лангенбург-Шилингсфюрст (1675 – 1711).
След смъртта на баща му 1715 г. Анселм Франц получава от Карл VI службата генерален имперски пощенски майстор. Той мести 1724 г. централата от Брюксел отново във Франкфурт на Майн. Там той купува парцел и построява двореца Турн и Таксис в стил барок. От 1737 г. той живее понякога в недовършения палат във Фракнфурт, през 1739 г. се връща отново обратно в Брюксел, където умира внезапно на 8 ноември 1739 г. и е погребан там.

## Фамилия
Анселм Франц се жени на 10 януари 1703 г. във Виена/Рауднице за принцеса Мария Лудовика Анна Франциска фон Лобковиц (* 20 октомври 1683 в Баден; † 20 януари 1750 в Регенсбург), дъщеря на княз Фердинанд Август фон Лобковиц (1655 – 1715) и съпругата му маркграфиня Мария Анна Вилхелмина фон Баден-Баден (1655 – 1701), дъщеря на маркграф Вилхелм фон Баден-Баден.  Те имат децата:
- Александер Фердинанд фон Турн и Таксис (1704 – 1773), 3. княз на Турн и Таксис
- Христиан Адам Егон Йозеф (1710 – 1745)
- Мария Филипина Елеонора (1705 – 1706)
- Мария Августа фон Турн и Таксис (1706 – 1756), омъжена на 1 май 1727 г. във Франкфурт на Майн за херцог Карл Александер фон Вюртемберг (1684 – 1737)